# Phoenicolacerta
Genre
Phoenicolacerta est un genre de sauriens de la famille des Lacertidae.

## Répartition
Les espèces de ce genre se rencontrent au Proche-Orient.

## Liste des espèces
Selon The Reptile Database (5 février 2013) :
- Phoenicolacerta cyanisparsa (Schmidtler & Bischoff, 1999)
- Phoenicolacerta kulzeri (Müller & Wettstein, 1932)
- Phoenicolacerta laevis (Gray, 1838)
- Phoenicolacerta troodica (Werner, 1936)

## Publication originale
- Arnold, Arribas & Carranza, 2007 : Systematics of the Palaearctic and Oriental lizard tribe Lacertini (Squamata: Lacertidae: Lacertinae), with descriptions of eight new genera. Zootaxa, no 1430, p. 1-86.